# Waldemar Pawlak

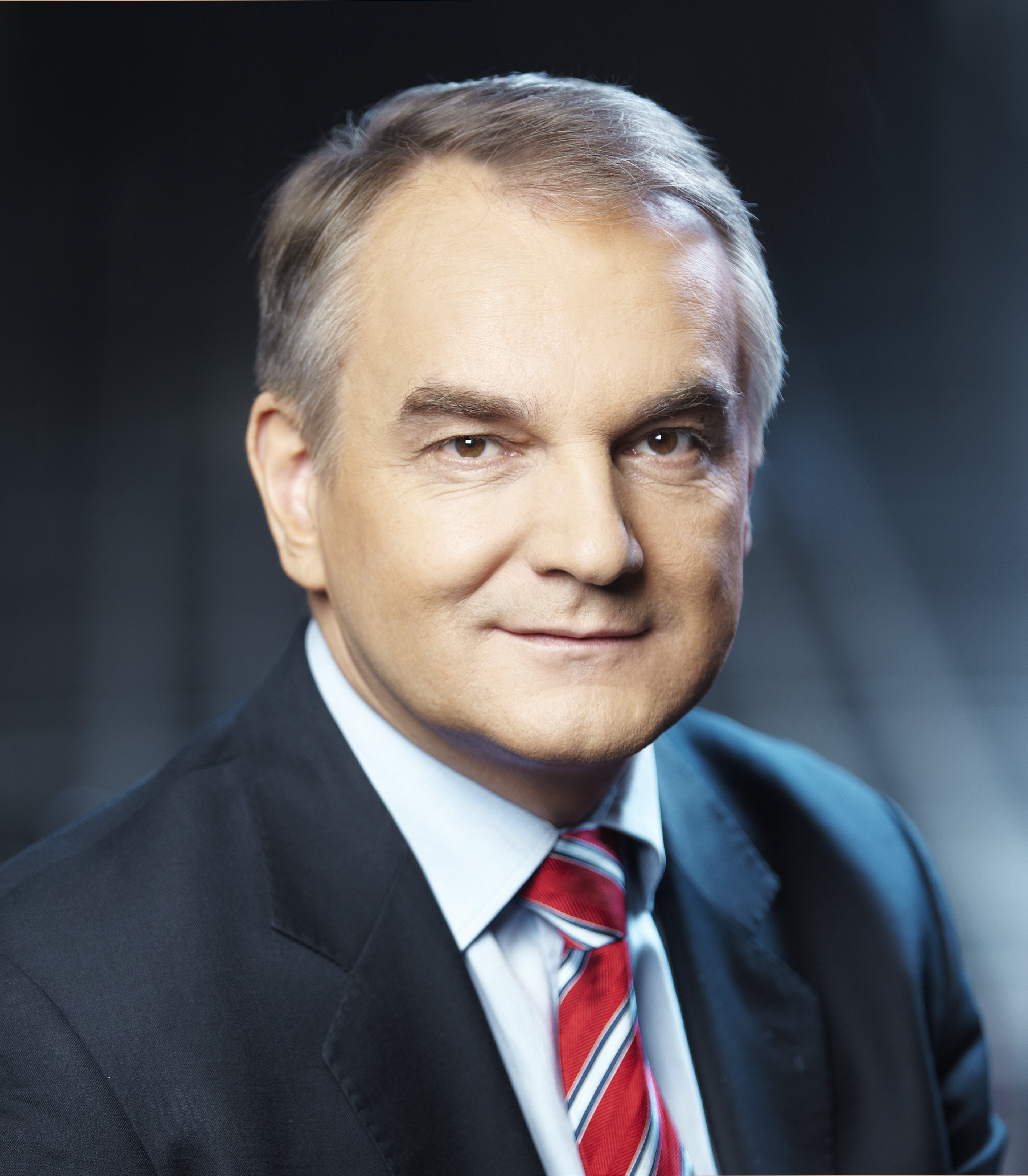
Waldemar Pawlak (2010)

Waldemar Pawlak (* 5. September 1959 in Model im heutigen Powiat Gostyniński) ist ein polnischer Politiker. Er war 1992 und 1993 bis 1995 Ministerpräsident Polens sowie zwischen 2007 und 2012 stellvertretender Ministerpräsident und Wirtschaftsminister. Er gehörte von 1989 bis 2015 in der X. (Volksrepublik), I., II., III., IV., V., VI. und VII. (Dritte Republik) Wahlperiode dem Sejm an. Seit 2023 ist er im polnischen Senat vertreten.

## Politische Laufbahn
1984 wurde Pawlak Mitglied der Zjednoczone Stronnictwo Ludowe (ZSL), die 1990 in die Polskie Stronnictwo Ludowe (PSL) übergegangen ist. Für die ZSL wurde er bei der Wahl zum Vertragssejm 1989 erstmals in das Parlament gewählt. 1991 wurde er zum Vorsitzenden der PSL und bei der anschließenden Parlamentswahl erneut in den Sejm gewählt. Der Maschinenbauingenieur ist bereits seit drei Jahrzehnten ehrenamtlicher Vorstandsvorsitzender des Verbandes der Freiwilligen Feuerwehr in Polen.
Im Juni 1992 wurde er von Staatspräsident Lech Wałęsa zum Ministerpräsidenten ernannt, konnte jedoch keine funktionsfähige Regierung bilden. Seine Regierung bestand nur 33 Tage (polnisch '33 dni Pawlaka' - Pawlaks 33 Tage). Ihm folgte das Kabinett Hanna Suchocka, getragen von sieben Parteien. Am 28. Mai verlor Hanna Suchocka eine Misstrauensabstimmung. Präsident Wałęsa wies den Rücktritt des Kabinetts zurück; es amtierte noch bis zum Oktober 1993.
Am 19. September 1993 fanden Parlamentswahlen statt, bei denen Pawlak erneut ein Mandat errang. Danach bildeten SLD und PSL (Bauernpartei) eine Koalition und Pawlak führte von 1993 bis 1995 als Ministerpräsident eine Koalitionsregierung (Kabinett Pawlak II). Am 6. März 1995 wurde Pawlak vor allem auf Betreiben des Präsidenten als Ministerpräsident abgelöst: Wałęsa hatte der Regierung immer wieder vorgeworfen, die wirtschaftlichen Reformen nicht energisch genug zu forcieren und zuletzt mit der Auflösung des Sejm gedroht, falls die Regierung nicht zurücktrete. Pawlak, der bei der im November folgenden Präsidentschaftswahl mit 4,3 % der Stimmen lediglich den fünften Platz belegt hatte, gehörte dem Sejm weiterhin als Abgeordneter der PSL an und war bis 1997 PSL-Vorsitzender. Auch bei den Parlamentswahlen 1997, 2001 und 2005 wurde Pawlak erneut in den Sejm gewählt. Nach der Wahl 2005 übernahm Pawlak erneut den PSL-Vorsitz.
Nach der vorgezogenen Parlamentswahl am 21. Oktober 2007, bei der Pawlak zum wiederholten Mal ein Mandat gewann, bildeten die liberalkonservative Bürgerplattform (PO) und die PSL eine Regierungskoalition. Donald Tusk (PO) wurde Ministerpräsident, Pawlak stellvertretender Ministerpräsident und Wirtschaftsminister im Kabinett Tusk I. Es regierte vom 16. November 2007 bis zum 18. November 2011. 2010 kandidierte Waldemar Pawlak zum zweiten Mal bei der polnischen Präsidentschaftswahl, erreichte aber nur eine geringe Zustimmung von 1,75 Prozent der Wählerstimmen. Nach der Parlamentswahl am 9. Oktober 2011, bei der Pawlak zum achten Mal in Folge in den Sejm gewählt wurde, setzten PO und PSL ihre Regierungskoalition fort; Pawlak war stellvertretender Ministerpräsident und Wirtschaftsminister im Kabinett Tusk II.
Am 17. November 2012 wurde Pawlak als Parteivorsitzender abgewählt; Janusz Piechociński wurde zum neuen Vorsitzenden gewählt. Pawlak erklärte am 19. November seinen Rücktritt aus dem Kabinett und wurde am selben Tag von Ministerpräsident Tusk daraus entlassen. Im Mai 2015 stellte sich Pawlak als Abteilungsleiter Wirtschaft
für die Agentur zur Modernisierung der Ukraine (AMU) zur Verfügung. Bei der Parlamentswahl im Oktober 2015 konnte er den angestrebten Sitz im Senat nicht erringen, ebenso 2019. Im dritten Anlauf gelang ihm bei der Wahl 2023 für das Wahlbündnis Trzecia Droga, an dem sich die PSL beteiligt hatte, im Wahlkreis 38 (Płock) der Einzug in den Senat.

## Weitere Tätigkeiten und Interessen
Im Jahr 2016 wurde er zum Mitglied des Aufsichtsrats des Flughafens Lublin ernannt.  Im Jahr 2018 wurde er Präsident der Nahrungsmittel-Firma Polskie Młyny. Bis heute ist er auch als Landwirt tätig. Pawlak ist IT-Enthusiast und Fürsprecher von Open Source Programmen, besonders auch im öffentlichen Sektor. Er beschäftigte sich in einem Promotionsvorhaben mit prognostischer Ökonometrie und war an der Einführung eines Handelsprogramms auf Open Source Basis an der Warschauer Warentermin-Börse beteiligt. Er war 2001 bis 2005 deren Vorstandsmitglied.

## Ehrungen
- 2008 Großkreuz des Verdienstordens (Portugal)
- 2009 Großkomtur des Ordens für Verdienste um Litauen
- 2009 Goldenes Ehrenzeichen der nationalen Handelskammer (Polen)
- 2012 Kommandeur des Ordens des heiligen Karl (Monaco)
- 2012 Großkreuz des Verdienstordens (Norwegen)

## Privates
Er hat drei Kinder, ist geschieden und hat eine neue Partnerin.